# 胡家祺
胡家祺（1871年—1928年），字玉蓀，直隶天津人。清末民初教育家、政治人物。

## 生平
胡家祺出生于清朝同治十年辛未（1871年）。光緒二十三年（1897年），中丁酉科舉人。光绪二十九年（1899年），直隸學務司督辦胡景桂派胡家祺赴日本宏文學院学習師範。歸國后，任天津府中學堂監督。学務處在天津創設天河初級師範學堂后，胡家祺被任命为監督。
辛亥三月（1911年），胡家祺赴上海出席全國教育會聯合會議，被推举为副主席，为學制改革提出不少建议。民國二年（1913年），胡家祺等人成立直隶省教育總會，胡家祺被推举為會長。从光緒年间至此，胡家祺兴辦直隸教育事業將近十年。此后，应山東按察使蔡儒楷之邀，出任山東教育厅厅長。民国五年（1916年），任北京政府教育部總長范源濂的秘书。民国七年（1918年），被任命為安徽教育廳厅長，但未就任。民国八年（1919年），调任江蘇教育廳厅长。任内积极提倡义务教育。江蘇歷任督軍、省長均十分倚仗他。民国十一年（1922年），胡家祺辭職回到北方，此后在家闲居。
民国十七年戊辰四月（1928年），胡家祺在老家天津逝世，享年58岁。